# Threes Anna
 (février 2019).
Si vous disposez d'ouvrages ou d'articles de référence ou si vous connaissez des sites web de qualité traitant du thème abordé ici, merci de compléter l'article en donnant les références utiles à sa vérifiabilité et en les liant à la section « Notes et références ».
Threes Schreurs dite Threes Anna, née le 17 octobre 1959 à Flardingue, est une réalisatrice, productrice, scénariste, femme de lettres et écrivaine néerlandaise.

## Filmographie
- 2007 : The Bird Can't Fly
- 2012 : Silent City
- 2014 : Platina blues